# لويس ريشار
لوي كلود ريشار (بالفرنسية: Louis Claude Richard )‏ (و. 1754 – 1821 م) هو عالم نبات، وسرخسياتي، وعالم نباتات لاوعائية، ورسام نباتي ‏ فرنسي، ولد في فرساي، وكان عضوًا في الأكاديمية الفرنسية للعلوم، والأكاديمية البروسية للعلوم، توفي في باريس، عن عمر يناهز 67 عاماً.